# Stuff by Hilary Duff

Логотип

Stuff by Hilary Duff — лінія одягу, яку започаткувала американська поп-співачка та акторка Гіларі Дафф. У США одяг поширювався через магазини Target, в Австралії через Kmart і Target, в Канаді через компанію Hudson's Bay Company (одяг продавався в магазинах Zellers, Home Outfitters і The Bay), в Південній Африці через Edgar's. Журнал People повідомив, що в перший рік випуску лінія принесла $5 мільйонів.

## Історія
4 квітня 2003 року було оголошено, що Bravado International, компанія, яка володіла ліцензійними правами Дафф по всьому світу, підписала угоду з Townley Cosmetics про запуск косметичного бренду під назвою Stuff by Hilary Duff. Лінійка, орієнтована на дівчат-підлітків, мала включати засоби для губ, нігтів, очей та тіла і продаватися в роздріб за ціною менше 4 доларів США за одиницю. За словами Ебі Сафді, генерального директора Townley Cosmetics, співачка та акторка була не просто обличчям бренду; Дафф брала участь у розробці упаковки та кольорів і наполягала на тому, щоб упаковка рожевого кольору "металік" з логотипом, який вона створила, була повністю придатною для вторинної переробки. Більшість продуктів належали до "рожевої родини", але включали в себе "асортимент для всіх типів шкіри та смаків". Лінія косметики, запуск якої спочатку очікувався восени 2003 року, також виявилася частиною "більшої ліцензійної кампанії", яка включала одяг, аксесуари, постільну білизну та взуття. Подальші ліцензії, такі як з NTD Apparel на модний одяг та спортивний одяг і Kidstreet на сумки, рюкзаки та аксесуари, були оголошені 14 червня 2003 р. Bravado та NTD Apparel провели спеціальний прес-показ та показ мод на виставці Licensing International пізніше того ж місяця, щоб офіційно представити лінію одягу "Stuff by Hilary Duff". Генрі Стапп, виконавчий віце-президент NTD Apparel, зазначив, що співачка та акторка "багато говорила про кольори, матеріали та стилі" колекції.
У 2006 році в цих крамницях дебютував парфум від Гіларі Дафф під назвою «With Love… Hilary Duff». Про стиль одягу Дафф сказала наступне: «Цей стиль відображає мій власний стиль і смак. Як дизайнер я подорожувала по світу від Лондона до Японії, від Нью-Йорка до Лос-Анджелеса, щоб упевнитись, що мої ідеї подобаються людям, і що вони відповідають їхньому смаку».
В лютому 2007 під час шоу The View Дафф представила свій новий парфум і деякі нові речі, яких раніше не було в магазинах із колекцією Stuff by Hilary Duff.
Нова колекція включала блиск для губ, тіні для повік, туш для вій та інші косметичні продукти. Також колекція мала лінію аксесуарів і нового одягу. Лінія аксесуарів включала різну біжутерію і сумочки. Згодом біжутерія та косметика також почали продаватися в магазинах Claire's і Club Libby Lu.
В листопаді 2008 в інтерв'ю з журналом Fashion Rules Дафф повідомила, що поповнення колекції Stuff by Hilary Duff припиняється, оскільки вона більше не має повного контролю над нею. Також вона сказала, що хоче розробляти одяг для дівчат її віку, і, можливо, в майбутньому відкриє ще одну колекцію з новим одягом. Цей задум втілився у колекцію Femme for DKNY — лінію одягу, створена Дафф для Донни Каран, яка була запущена у серпні 2009 і перебувала в обігу обмежений час.